# شارت طراحی
شارت طراحی، دوره‌ای از فعالیت‌های طراحی یا برنامه‌ریزی است.
کلمه شارت ممکن است به هر فرایند مشارکتی اشاره داشته باشد که توسط آن گروهی از طراحان راه حلی برای یک مشکل طراحی پیش‌نویس می‌کنند، و به معنای وسیع‌تر می‌تواند برای توسعه سیاست عمومی از طریق گفتگو بین تصمیم‌گیرندگان و سهامداران به کار رود. به‌طور کلی شارت یعنی تلاش برای انجام کار در یک دوره کاری فشرده و با زمان محدود.
در یک محیط طراحی، در حالی که ساختار یک شارت به مشکل و افراد گروه بستگی دارد، شارت‌ها اغلب در جلسات متعددی انجام می‌شوند که در آن گروه به زیر گروه‌ها تقسیم می‌شود. سپس هر زیرگروه کار خود را به عنوان موضوع ای برای گفتگوی بیشتر به گروه کلی ارائه می‌دهد. چنین شارت‌هایی به عنوان راهی برای ایجاد سریع راه حل طراحی در حالی که استعدادها و علایق گروهی متنوع از مردم را یکپارچه می‌کند، عمل می‌کند.

## خاستگاه
کلمه charrette در فرانسه به معنای «گاری» یا «ارابه» است. استفاده از آن در مفهوم طراحی و برنامه‌ریزی در قرن نوزدهم در École des Beaux-Arts در پاریس پدیدار شد، جایی که دانشجویان معماری در پایان یک ترم، در تیم‌های دانشجویی تا یک مهلت زمانی کار می‌کردند. ارابه در میان آنها چرخانده می‌شد تا مدل‌های مقیاس و کارهای دیگر آنها را برای بررسی جمع‌آوری کند.
این اصطلاح به استفاده فعلی مرتبط با طراحی، در ارتباط با کار کردن تا یک زمان معین تبدیل شد.

## نمونه‌ها
شارت در بسیاری از رشته‌ها از جمله برنامه‌ریزی کاربری زمین یا برنامه‌ریزی شهری انجام می‌شود. در برنامه‌ریزی، شارت به تکنیکی برای مشاوره با همه ذینفعان تبدیل شده است. این نوع شارت (گاهی اوقات به آن استعلام از طریق طراحی گفته می‌شود) معمولاً شامل جلسات سنگین و احتمالاً چند روزه است که شامل مقامات شهرداری، توسعه دهندگان و ساکنان می‌شود. یک شارت موفق مالکیت مشترک راه حل‌ها را ترویج می‌دهد و تلاش می‌کند تا نگرش‌های تقابلی معمولی بین ساکنان و توسعه دهندگان را خنثی کند. شارت‌ها تمایل دارند گروه‌های کوچکی را درگیر کنند، با این حال ساکنان شرکت کننده ممکن است نماینده همه ساکنان نباشند و از اختیار اخلاقی برای نمایندگی آنها برخوردار نباشند. ساکنانی که شرکت می‌کنند، در مراحل اولیه برنامه‌ریزی ورودی دریافت می‌کنند. برای توسعه دهندگان و مقامات شهرداری، شارت‌ها به مشارکت جامعه دست می‌یابند، ممکن است معیارهای مشاوره را با هدف اجتناب از جنگ‌های حقوقی پرهزینه برآورده کنند. سایر کاربردهای اصطلاح «شارت» در یک محیط آکادمیک یا حرفه ای رخ می‌دهد، در حالی که برنامه ریزان شهری عموم مردم را به طرح‌های برنامه‌ریزی خود دعوت می‌کنند؛ بنابراین اکثر مردم با اصطلاح «شارت» در زمینه برنامه‌ریزی شهری مواجه می‌شوند.
در زمینه‌های طراحی مانند معماری، معماری منظر، طراحی صنعتی، طراحی داخلی، طراحی تعاملی یا طراحی گرافیک، اصطلاح شارت ممکن است به دوره‌ای از کار شدید یک فرد یا گروهی از افراد قبل از یک زمان معین اشاره داشته باشد. دوره یک شارت معمولاً شامل تلاش متمرکز و پایدار است.
نمونه ای از یک شارت در فلوریدا در سال ۱۹۷۳ رخ داد، زمانی که ساکنان آینده زمین میکوسوکی در تالاهاسی با کاروان خودرو به اورلاندو سفر کردند و آخر هفته را در دفاتر گروه برنامه‌ریزی King Helie در اورلاندو گذراندند (روی زمین خوابیدند) و با کارمندان خود برای توسعه برنامه‌های کاربری زمین کار کردند.
در برخی موارد، شارت ممکن است به‌طور مکرر برگزار شود، مانند شارت سالانه که توسط بخش معماری منظر و برنامه‌ریزی محیطی در دانشگاه ایالتی یوتا برگزار می‌شود. هر ماه فوریه، دانشکده با مشارکت جوامع و گروه‌های سراسر یوتا، سایتی را انتخاب می‌کند و یک طرح طراحی پنج روزه فشرده با تمرکز بر مسائل خاص در آن جامعه یا منطقه برگزار می‌کند. شارت با یک بازدید میدانی آغاز می‌شود، سپس جلسات کاری تمام روز با همراهی ذینفعان پروژه و معماران منظر داوطلب و دیگر متخصصان، با نظارت دانشجویان ارشد و فارغ‌التحصیل انجام می‌شود.